# Aeroportul Venetie
Aeroportul Venetie (IATA: VEE, ICAO: PAVE, FAA LID: VEE) este un aeroport din Alaska, Statele Unite ale Americii ce deservește zona Venetie⁠(d). Aeroportul a fost tranzitat în 2019 de 4.192 de pasageri. A fost numit după zona deservită.
Situat la o altitudine de 175 m, aeroportul dispune de 1 pistă.

## Infrastructură

### Piste
Aeroportul dispune de o singură pistă. Pista 04/22 are suprafața de pietriș și dimensiunile 4.000 picioare × 75 picioare. 